# Jean-Jacques Feuchère
Jean-Jacques Feuchère, (1807-1852) fue un escultor francés.

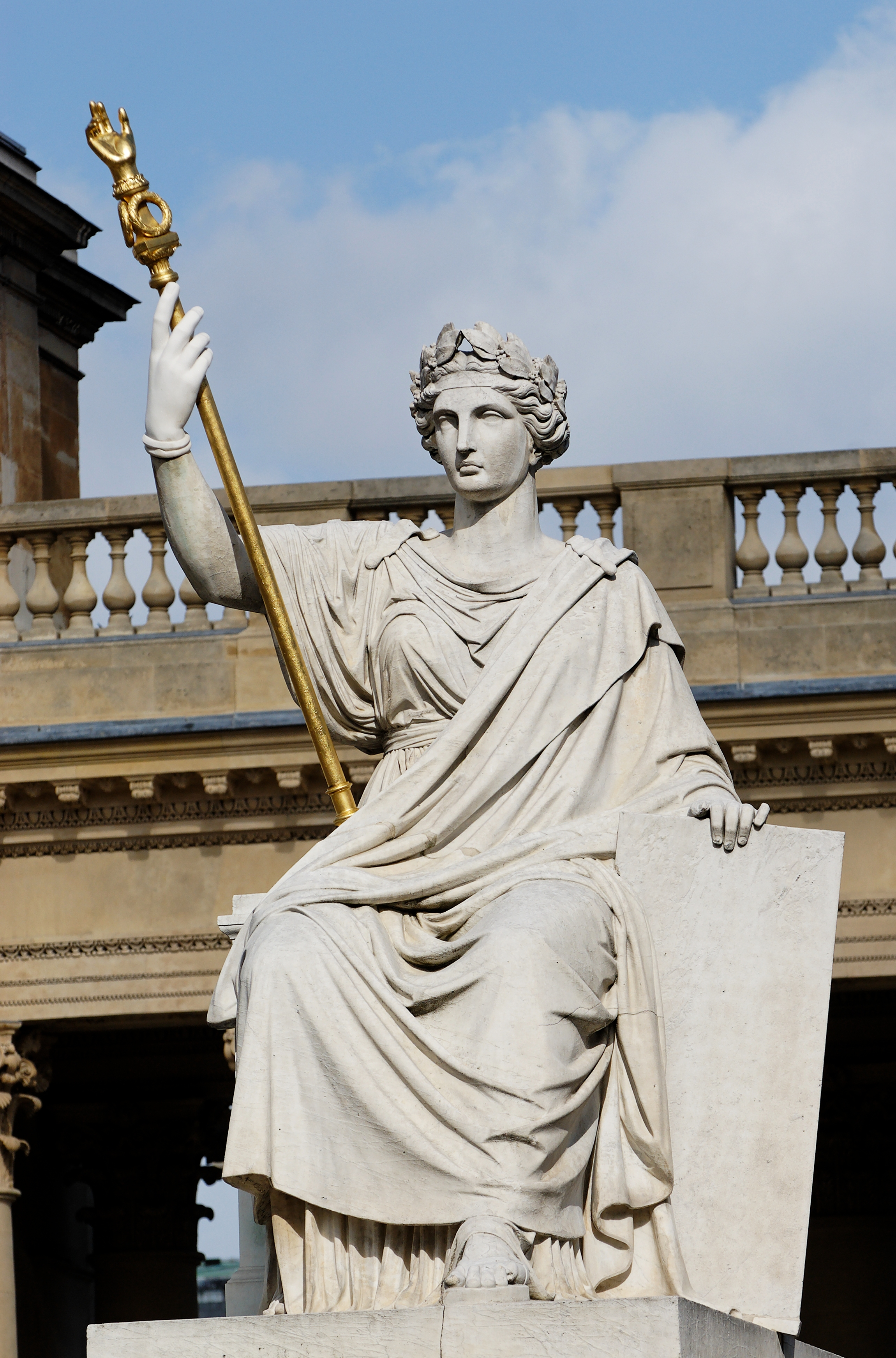
La Loi, 1854, Place du Palais-Bourbon, Paris.

## Datos biográficos
Fue alumno de Jean-Pierre Cortot, y entre sus alumnos se encuentra Jacques-Léonard Maillet.
Entre 1844 y 1847 se construyó la Fuente de la plaza San Sulpicio. El proyecto fue edificado por el arquitecto Louis Visconti (1791–1853). Como escultores participaron Jean-Jacques Feuchère, François Lanno, Louis Desprez y Jacques-Auguste Fauginet, realizando cada uno de ellos respectivamente, la figura de los obispos Jacques-Bénigne Bossuet (al norte) , Fénelon (al oeste), Esprit Fléchier (al este) y Jean-Baptiste Massillon (al sur) .

## Obras (selección)

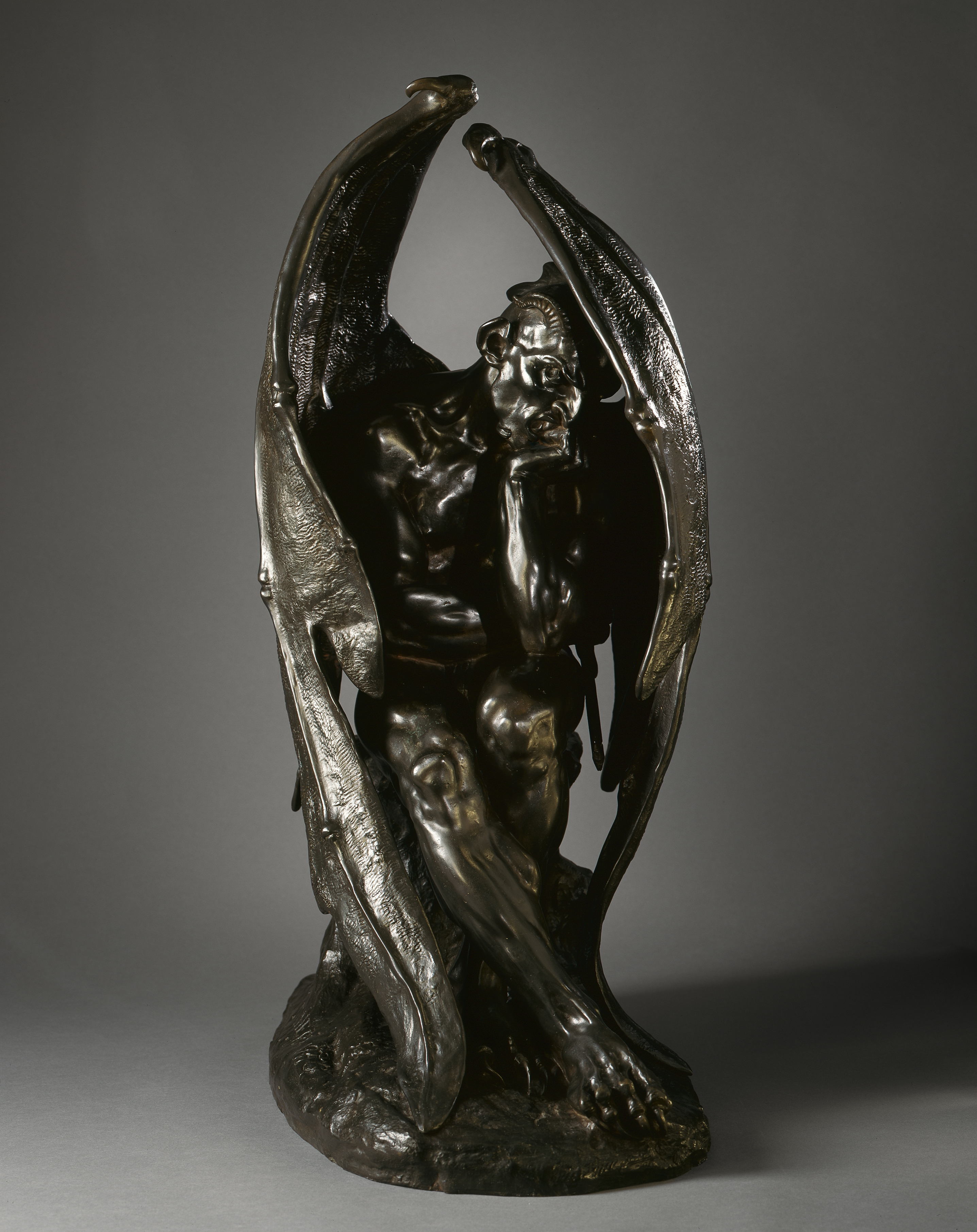
Satanás, en el Museo del Louvre

Entre las mejores y más conocidas obras de Jean-Jacques Feuchère se incluyen las siguientes:
- Panel en relieve Le Pont d'Arcole, Arc de Triomphe, París, 1833-1834

- Satanás, de bronce, con fecha de 1833 (Museo del Louvre, catálogo en línea). Otro ejemplo se encuentra en las colecciones de los Museos Reales de Bellas Artes de Bruselas.

- Retrato , estatua del Marqués de Stafford, bronce 1837. (Castillo Dunrobin)

- Amazona domando un caballo, de bronce, con fecha de 1843. (Museo del Louvre) (Catálogo en línea), un bronce, sin fecha, se encuentra en el Museo de Arte de Cleveland (catálogo en línea (enlace roto disponible en Internet Archive; véase el historial, la primera versión y la última).).

- La ley - La Loi (ilustración de la derecha) Placa del Palais Bourbon, París. Instalada en 1854.

- Guerrero árabe en el Puente de Iéna, París. Instalado en 1853

- Historia natural - Histoire naturelle, alegoría instalada en 1846, elemento de la Fontaine Cuvier , rue Cuvier, París.

- Miguel Ángel sentado , de bronce.[1]

- Juana de Arco - Jeanne d'Arc , Hôtel de ville, Rouen.

- La Madeleine, París.

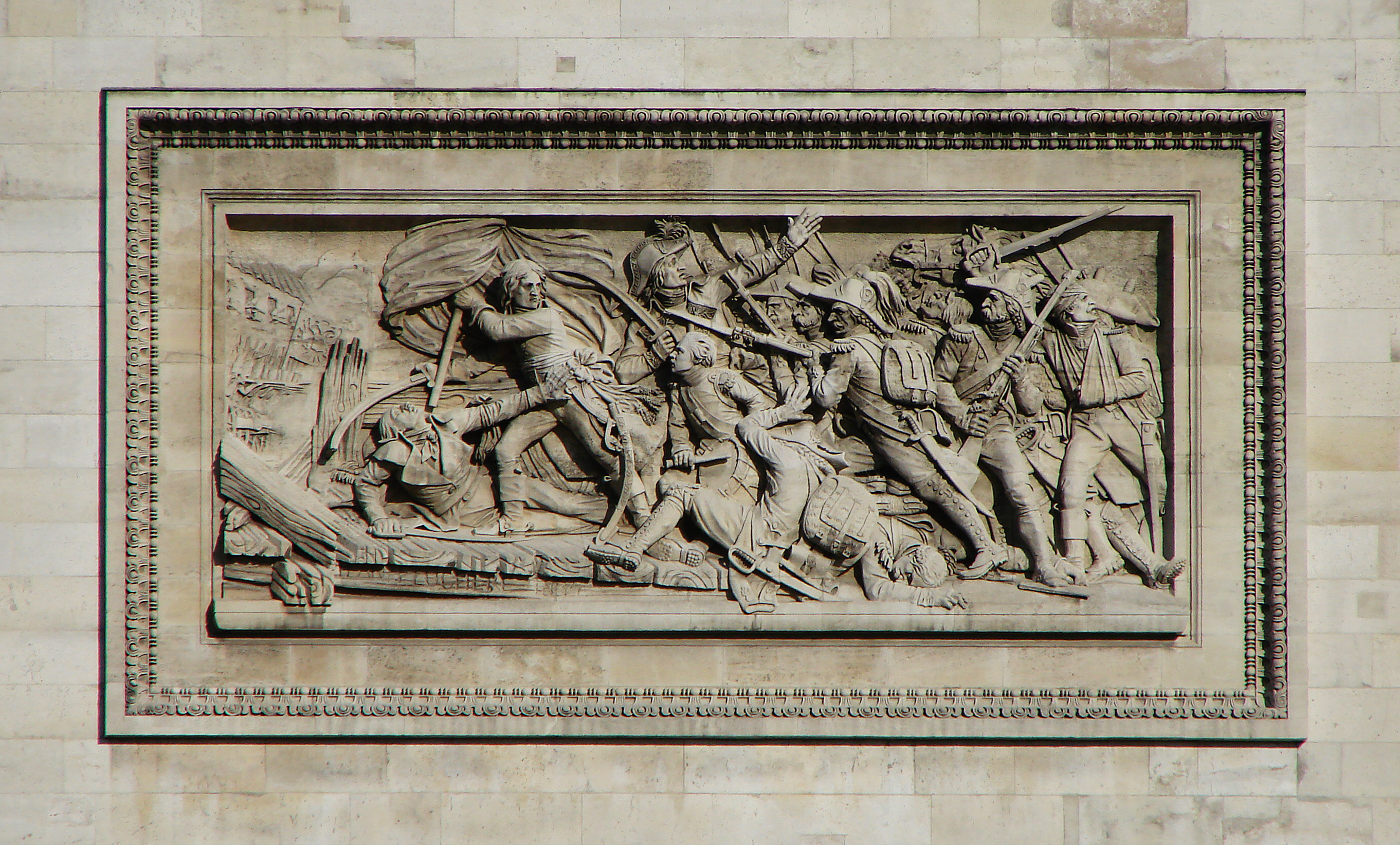
El paso del puente de Arcole el 15 noviembre de 1796, por Feuchère del Arco de Triunfo de París
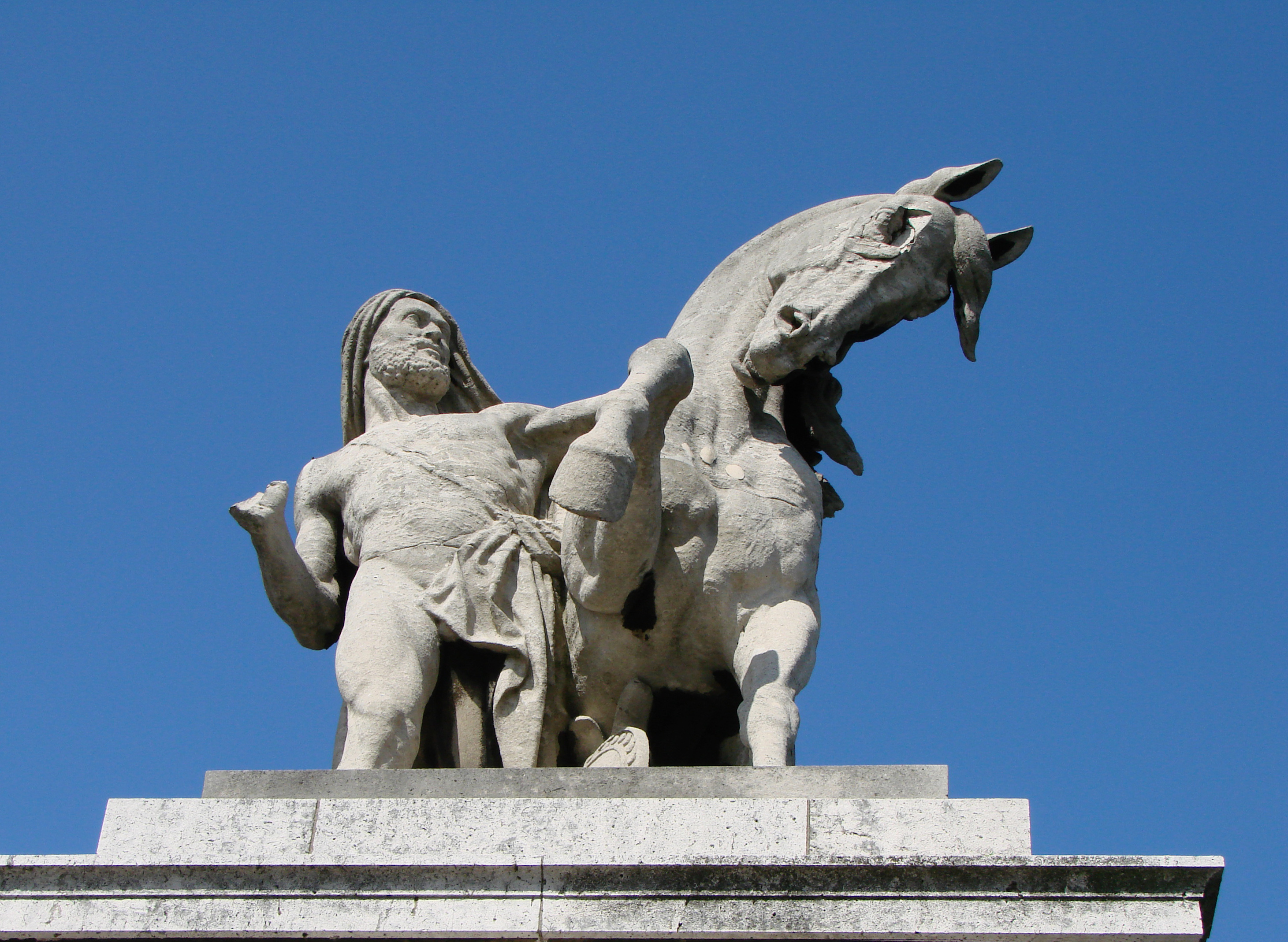
El jinete árabe del puente de Iéna
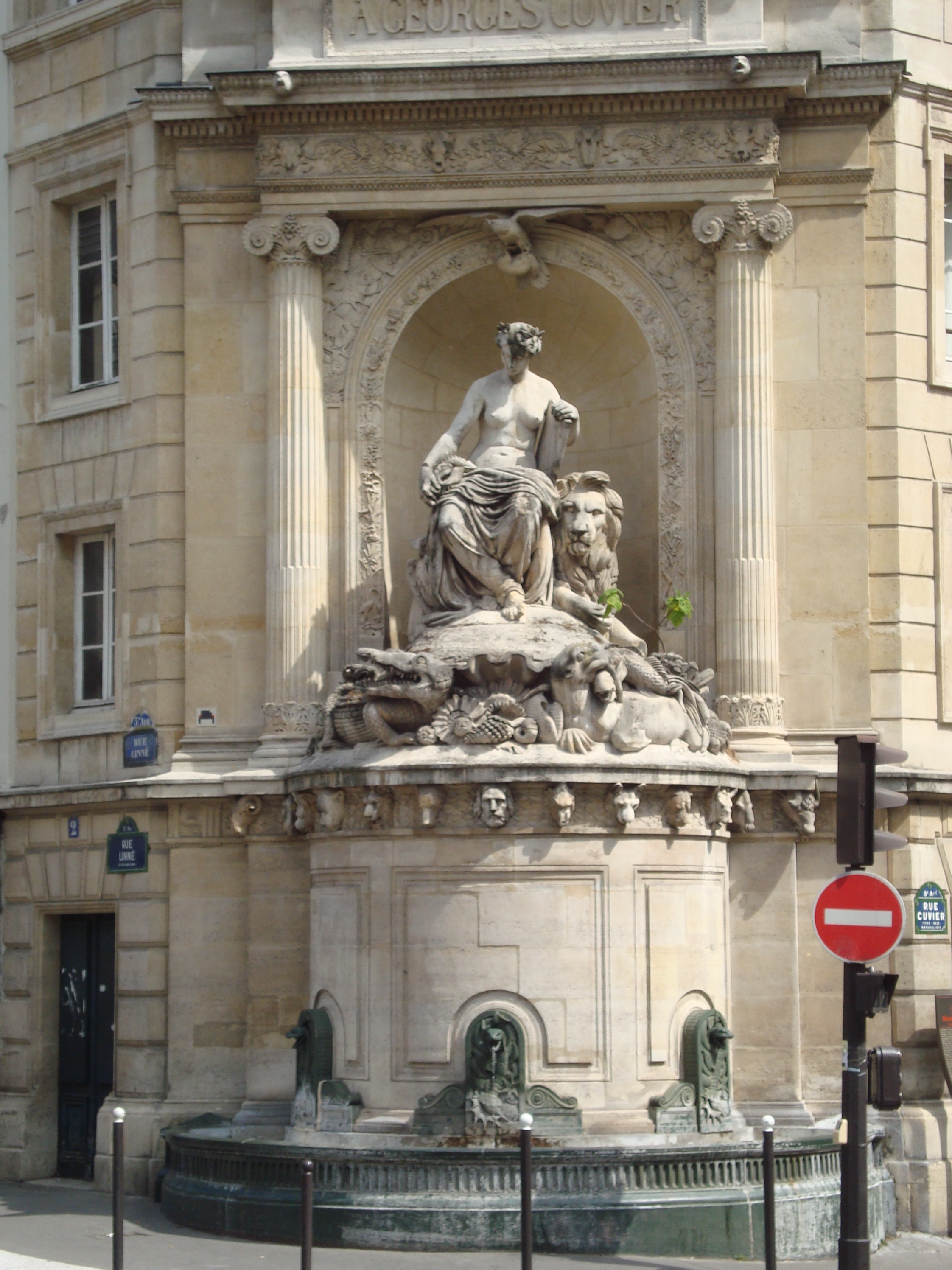
La fuente de Cuvier, en la calle Linnaeus junto al Jardin des Plantes de París,
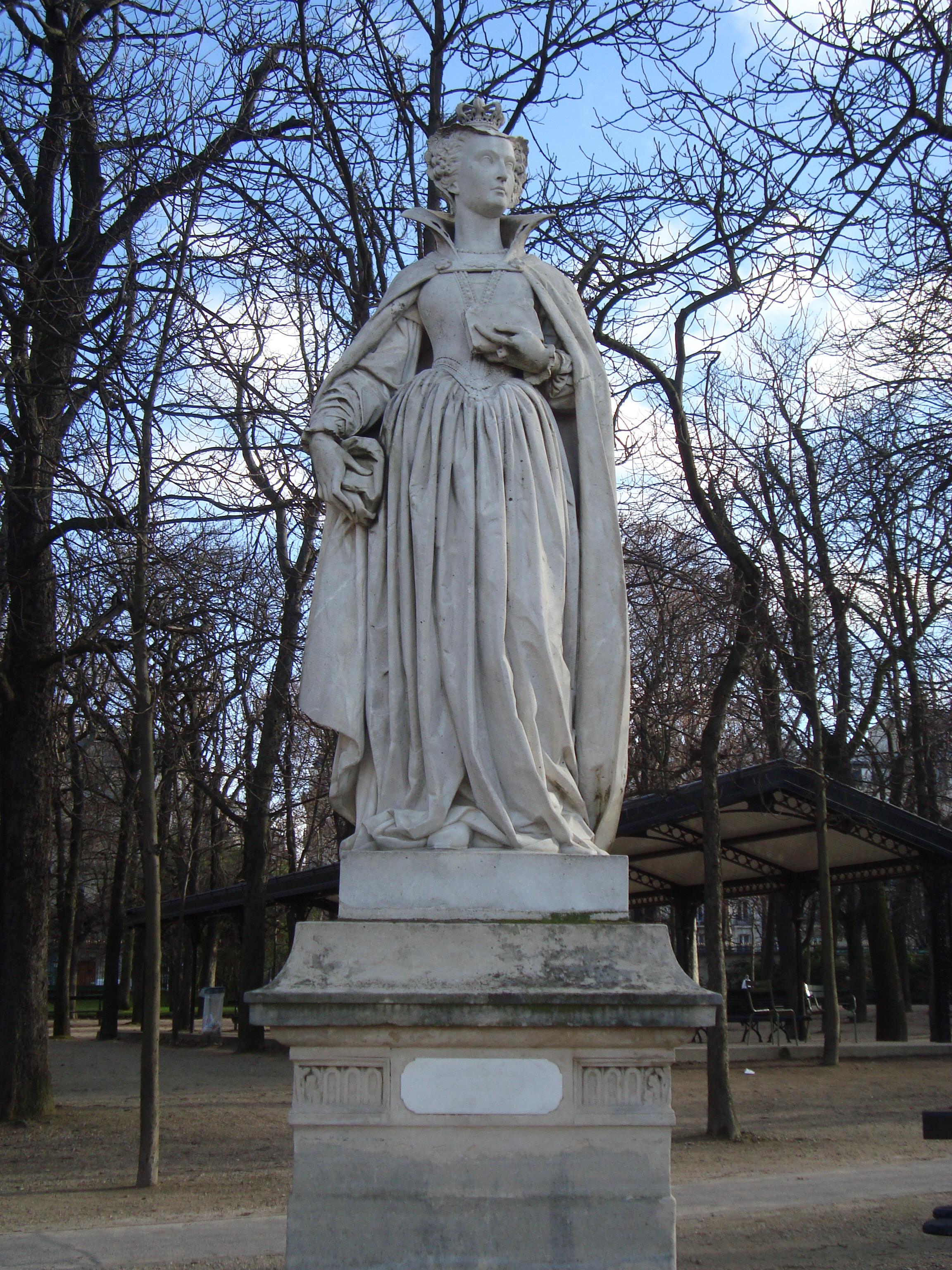
Maria Estuardo, del jardín de Luxemburgo, en París de la serie Reinas de Francia

- Jarrón : Vase aux chauves-sourisde 1833, el Louvre, en París,